# Saint-Gladie-Arrive-Munein
Saint-Gladie-Arrive-Munein település Franciaországban, Pyrénées-Atlantiques megyében. Lakosainak száma 198 fő (2022. január 1.). Saint-Gladie-Arrive-Munein Barraute-Camu, Domezain-Berraute, Espiute, Etcharry, Guinarthe-Parenties, Montfort, Osserain-Rivareyte, Sauveterre-de-Béarn és Tabaille-Usquain községekkel határos.

## Népesség
A település népessége az elmúlt években az alábbi módon változott:
| Lakosok száma | 192  | 201  | 212  | 200  | 199  | 198  | 198  | 198  | 198  |
|               | 2013 | 2015 | 2016 | 2017 | 2018 | 2019 | 2020 | 2021 | 2022 |